# Dibamia
Dibamia is een infraorde van hagedissen. De groep telt slechts een enkele familie; de slanghazelwormen (Dibamidae).
Er zijn 23 verschillende soorten in twee geslachten. De groep werd voor het eerst wetenschappelijk beschreven door Jean-Pierre Gasc in 1968. 